# Леонідас Соарес Дамаскено
Леонідас Суарес Дамасену (порт.-браз. Leônidas Soares Damasceno; нар. 17 жовтня 1995) — бразильський футболіст, атакувальний півзахисник донецького «Олімпіка».

## Біографія
Вихованець футбольного клубу «Гояс», проте н дорослому рівні дебютував у Прем'єр-лізі Гонконгу, де грав за «Гонконг Пегасус» та «Метро Галлері».
На початку 2017 року повернувся на батьківщину, де грав у Лізі Мінейро за «Віла-Нову», а в травні 2017 року підписав дворічний контракт з луганською «Зорею». Проте у складі цієї команди не закріпився, через що на початку наступного року перейшов в інший український клуб, донецький «Олімпік».